# Zivilperson
Eine Zivilperson (von zivil, nicht militärisch, bürgerlich) ist im Humanitären Völkerrecht jede Person, die weder den Streitkräften im weiteren Sinne noch einer levée en masse angehört, grundsätzlich also Personen, die keinen Kombattantenstatus haben, sondern Nichtkombattanten sind (Art. 50, Art. 43 des Zusatzprotokolls zu den Genfer Abkommen vom 12. August 1949 über den Schutz der Opfer internationaler bewaffneter Konflikte – ZP I; Art. 4 A des Genfer Abkommens über die Behandlung der Kriegsgefangenen – III. Genfer Abkommen).

## Schutz der Zivilbevölkerung
Im Deutsch-Französischen Krieg und im Ersten Weltkrieg waren 90 % der Opfer Soldaten. Die Opfer im Zweiten Weltkrieg waren je zur Hälfte zivile und militärische. Seitdem hat sich der Anteil der zivilen Kriegsopfer in zunehmend asymmetrischen Kriegen und durch den Einsatz von Massenvernichtungswaffen auf bis zu 90 % erhöht.
Das Genfer Abkommen vom 12. August 1949 über den Schutz von Zivilpersonen in Kriegszeiten (IV. Genfer Abkommen) sowie die beiden Zusatzprotokolle vom 8. Juni 1977 über den Schutz der Opfer bewaffneter Konflikte enthalten besondere Regeln zum Schutz der Zivilbevölkerung, um die das Humanitäre Völkerrecht nach dem Zweiten Weltkrieg ergänzt wurde.
Die Zivilbevölkerung und einzelne Zivilpersonen genießen allgemeinen Schutz vor den von Kriegshandlungen ausgehenden Gefahren (Art. 51 Abs. 1 ZP I). Weder die Zivilbevölkerung als solche noch einzelne Zivilpersonen dürfen das Ziel von Angriffen sein (Art. 51 Abs. 2, 52 Abs. 1 ZP I). 
Auch Angriffe auf militärische Ziele sind verboten, wenn mit Verlusten an Menschenleben unter der Zivilbevölkerung, der Verwundung von Zivilpersonen, Schäden an zivilen Objekten oder mehreren derartigen Folgen zusammen zu rechnen ist, die in keinem Verhältnis zum erwarteten konkreten und unmittelbaren militärischen Vorteil stehen (sog. Exzessverbot).

## Hilfsmaßnahmen zugunsten der Zivilbevölkerung
Sofern die Zivilbevölkerung einer Konfliktpartei nicht ausreichend mit den unentbehrlichen Bedarfsgütern wie Lebensmitteln, Arzneimitteln und Kleidung versorgt ist, müssen Hilfsaktionen neutraler Staaten oder humanitärer Organisationen gestattet werden. Jeder Staat, insbesondere auch der Gegner, ist verpflichtet, solchen Hilfsaktionen freien Durchlass zu gewähren, wobei er sich die Kontrolle vorbehalten darf.

## Völkerstrafrechtlicher Schutz
Zivilpersonen dürfen niemals angegriffen werden und sind zu schonen. Ausgedehnte oder systematische Angriffe gegen eine Zivilbevölkerung sind im Völkerstrafrecht ein Verbrechen gegen die Menschlichkeit (§ 7 VStGB), Angriffe mit militärischen Mitteln auf die Zivilbevölkerung und zivile Ziele auch ein Kriegsverbrechen des Einsatzes verbotener Methoden der Kriegsführung (§ 11 Abs. 1 Satz 1 Nr. 1–5 VStGB).
Nach dem in internationalen bewaffneten Konflikten geltenden humanitären Völkerrecht umfassen geschützte Personen Zivilisten, die sich in der Gewalt einer kriegführenden Macht befinden, deren Staatsangehörigkeit sie nicht besitzen, keine neutralen Bürger im Hoheitsgebiet einer kriegführenden Macht und keine Staatsangehörigen eines verbündeten Staates. In einem nicht internationalen bewaffneten Konflikt sind alle Zivilisten unabhängig von ihrer Nationalität geschützt.

## Gedenken ziviler Kriegsopfer
Auch die Gräber ziviler Opfer alliierter Luftangriffe im Zweiten Weltkrieg werden in Deutschland nach dem Gräbergesetz erhalten.